# Fabienne Godet
Pour les articles homonymes, voir Godet.
Fabienne Godet est une réalisatrice et scénariste française née le 20 mai 1964 à Angers.

## Biographie
Fabienne Godet nait dans une famille de six enfants. Elle suit des études de psychologie puis travaille dans le milieu médical. En parallèle, elle fait trois ans de théâtre au conservatoire d'Angers. Après un licenciement abusif, elle décide de se lancer pleinement dans le cinéma, sa passion, qu'elle découvre notamment grâce au Festival Premiers Plans d'Angers. Elle s'inspire directement de son expérience du monde de l'entreprise pour son premier long-métrage Sauf le respect que je vous dois, où elle décrit la violence et la mécanique de la soumission. Son film Ne me libérez pas, je m'en charge est nommé à la 35e cérémonie des César dans la catégorie meilleur film documentaire.
Fabienne Godet a présidé en 2013 le jury courts métrages au Festival Premiers Plans d'Angers.

## Filmographie

### Réalisatrice
- 1992 : La Vie comme ça (court métrage)
- 1994 : Un certain goût d'herbe fraîche (court métrage)
- 1996 : Le Soleil a promis de se lever demain (court métrage)
- 1999 : La Tentation de l'innocence (moyen métrage)
- 2004 : Le Sixième Homme : L'Affaire Loiseau (téléfilm)
- 2006 : Sauf le respect que je vous dois
- 2009 : Ne me libérez pas, je m'en charge
- 2013 : Une place sur la Terre
- 2018 : Nos vies formidables
- 2021 : Si demain
- 2025 : Le Répondeur

### Scénariste
- 1996 : Le Soleil a promis de se lever demain
- 1999 : La Tentation de l'innocence
- 2006 : Sauf le respect que je vous dois

## Distinctions
- 2009 : Ne me libérez pas, je m'en charge, nommé à la 35e cérémonie des César dans la catégorie meilleur film documentaire.

## Participations
- 2013 : Présidente du jury pour la catégorie court-métrage au Festival Premiers Plans d'Angers[6]